# Griveaudia charlesi
Griveaudia charlesi is een vlinder uit de familie Callidulidae. De wetenschappelijke naam is voor het eerst geldig gepubliceerd in 1968 door Viette.
De soort komt voor in tropisch Afrika.